# Gabriel Heller Sahlgren
Gabriel Heller Sahlgren, född 1985, är nationalekonom, skolforskare och debattör. Han är utbildad vid University of Cambridge och disputerade i september 2019 vid London School of Economics med avhandlingen Casual Inference in Social Policy: Evidence from Education, Health and Immigration. Han har skrivit bland annat skrivit den omdebatterade boken Glädjeparadoxen – Historien om skolans uppgång, fall och möjliga upprättelse (2019) tillsammans med Nima Sanandaji och är verksam vid Institutet för Näringslivsforskning.